# インドラヴァルマン1世
インドラヴァルマン1世（サンスクリット語: इन्द्रवर्मन् १, ラテン文字転写: Indravarman I, 生年不詳 - 801年）は、チャンパ王国（環王国）第5王朝の第3代国王（在位：786年 - 801年）。『唐会要』では因（ベトナム語: Nhân）と記される。

## 生涯
サティヤヴァルマンの弟。兄王の死後、王位を継承した。当時の唐は朱泚が起こした涇原の兵変の余波によって南方を顧みる余裕がなく、その間隙を突いて安南都護府の管轄する驩州・愛州に侵攻した。当時のチェンラは陸真臘と水真臘に分裂していたが、これに乗じてチェンラにも侵攻するなど盛んに外征を行った。
787年、ジャワの海からやってきた賊（ダラニンドラ治下のシャイレーンドラ朝か）によって王都ヴィラプラの西方にあったバドラディパティシュヴァラ（現在のファンラン＝タップチャム付近）の寺院を破壊されて宝物を奪われ、その地にいた戦士や奴婢は皆殺掠された。793年10月には第4王朝（林邑国）のルドラヴァルマン2世以来43年ぶりとなる唐への朝貢を行って犀牛を献じている。799年、インドラヴァルマン1世は3つのカランを新たに建造してバドラディパティシュヴァラの寺院を再建し、インドラバドレーシュヴァラ、シャンカラ、ナーラーヤナを祀った。
インドラヴァルマン1世の死後、王位は妹婿のハリヴァルマン1世が継承した。

## 参考資料
- George Cœdès (May 1, 1968). The Indianized States of South-East Asia. University of Hawaii Press. ISBN 978-0824803681
- Sailendra Nath Sen (1999). Ancient Indian History and Civilization. New Age International. ISBN 978-8122411980
- Geetesh Sharma (2010). Traces of Indian Culture in Vietnam. Rajkamal Prakashan. ISBN 978-8190540148
- 『唐会要』巻九十八 林邑国
- 『冊府元亀』巻九百七十二 朝貢第五

| スタブアイコン | サブスタブ | この項目は、まだ閲覧者の調べものの参照としては役立たない、人物に関連した書きかけの項目です。この項目を加筆・訂正などしてくださる協力者を求めています（P:人物伝/PJ:人物伝）。 |